# Třída P (1929)
Třída P (jinak též třída Parthian) byla třída diesel-elektrických oceánských ponorek postavených pro britské královské námořnictvo. Vyvinuty byly pro službu na Dálném Východě. Celkem bylo postaveno šest ponorek této třídy. Ve službě byly v letech 1930–1946. Za druhé světové války byly čtyři potopeny. Pátá se už před válkou potopila po kolizi s nákladní lodí.

## Stavba
Roku 1928 byla zahájena stavba šesti jednotek této třídy. Dokončeny byly mezi lety 1930–1931.
Jednotky třídy P:
| Jméno                    | Loděnice                  | Založení kýlu | Spuštění na vodu  | Přijetí do služby | Status                                                                                 |
| ------------------------ | ------------------------- | ------------- | ----------------- | ----------------- | -------------------------------------------------------------------------------------- |
| Pandora (N42, ex Python) | Vickers-Armstrong, Barrow | 1928          | 22. srpna 1929    | červen 1930       | Dne 1. dubna 1942 potopena na Maltě italským letectvem. Později byl vrak sešrotován.   |
| Parthian (N75)           | Chatham Dockyard          | 1928          | 22. června 1929   | leden 1931        | Dne 10. srpna 1943 se potopila ve Středomoří, pravděpodobně na mině.                   |
| Perseus (N36)            | Vickers-Armstrong, Barrow | 1928          | 22. května 1929   | duben 1930        | Dne 6. prosince 1941 se ve Středomoří potopila na mině.                                |
| Phoenix (N96)            | Cammell Laird             | 1928          | 3. října 1929     | února 1931        | Dne 16. července 1940 potopena východně od Sicílie italským stíhačem ponorek Albatros. |
| Poseidon (P99)           | Vickers-Armstrong, Barrow | 1928          | 21. června 1929   | květen 1930       | Dne 9. června 1931 se na Dálném východě potopila po srážce s japonskou obchodní lodí.  |
| Proteus (N29)            | Vickers-Armstrong, Barrow | 1928          | 23. července 1929 | červen 1930       | Do šrotu prodána 1946.                                                                 |

## Konstrukce

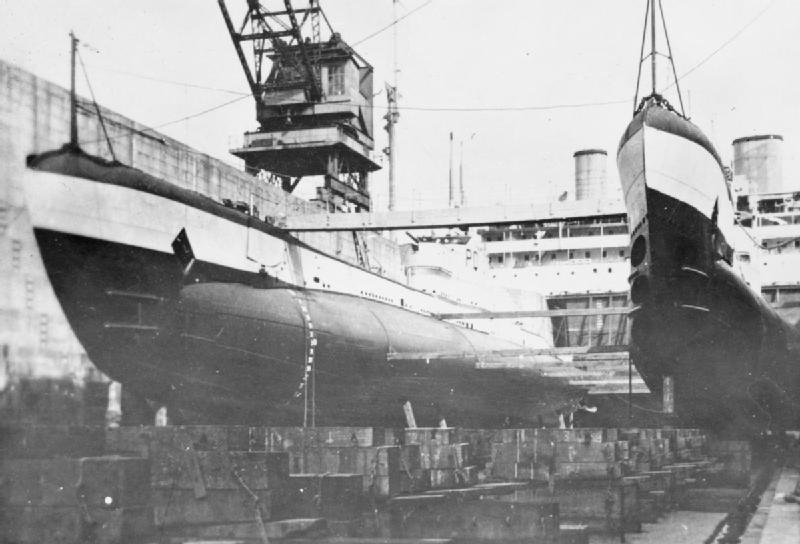
HMS Poseidon (P99) a HMS Proteus (N29)

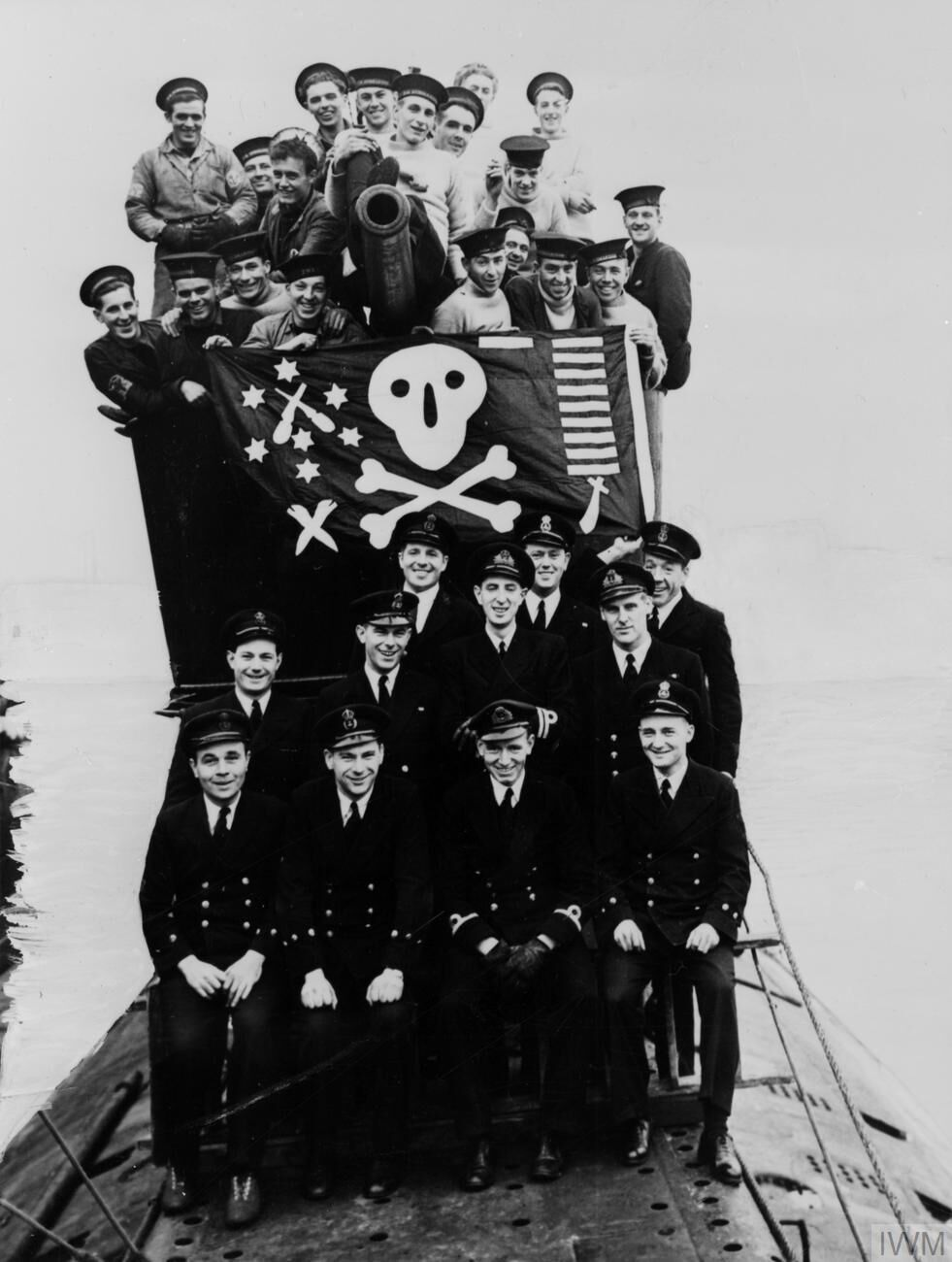
Posádka ponorky Proteus (N29)

Konstrukčně byly velmi podobné předcházející třídě O. Jejich silnou výzbroj tvořil jeden 102mm/40 kanón QF Mk.IV a osm 533mm torpédometů (šest příďových a dva záďové). Celkem bylo neseno 14 torpéd. Pohonný systém tvořily dva diesely Admiralty o výkonu 4640 hp a dva elektromotory o výkonu 1635 hp, pohánějící dva lodní šrouby. Nejvyšší rychlost dosahovala 17,5 uzlu na hladině a 8,6 uzlu pod hladinou. Dosah byl 7050 námořních mil při rychlosti 9,2 uzlu na hladině a 62 námořních mil při rychlosti 4 uzly pod hladinou. Operační hloubka ponoru dosahovala 95 metrů.

### Modifikace
Ve 30. letech ponorky dostaly modernější 102mm/40 kanón QF Mk.XII. V letech 1941–1942 byly ponorky Pandora a Parthian upraveny pro přepravu paliva a nákladu, mimo jiné místo náhradních torpéd. V letech 1943–1944 byla výzbroj přeživších ponorek posílena o jeden 20mm kanón Oerlikon. Zároveň byly vybaveny radarem a upraveny pro nesení až 18 min Mk.2, které byly vypouštěny z torpédometů.

## Operační služba
Třída byla nasazena ve druhé světové válce. Čtyři ponorky byly ztraceny. Přeživší Protheus byl vyřazen roku 1946.